# ワルツ第15番 (ショパン)
ワルツ第15番（ワルツだいじゅうごばん）ホ長調 KK. IVa-12は、フレデリック・ショパンが作曲したピアノのためのワルツの小品である。

## 概要
1829年に作曲された初期の作品で、作曲者の死後1871年に出版された。第14番ホ短調 KK. IVa-15と対にする目的があったと指摘されている。
演奏自体は比較的簡単で、ゆるやかな小品であることから、リサイタルで紹介されることも多い。

## 曲の構成
ホ長調、テンポ・ディ・ヴァルス、三部形式。
左手のオクターヴと両手のユニゾンによる序奏及び主要主題が特徴。序奏は"B - E"の繰り返しによる堂々としたオクターヴであり、音階のユニゾンが主題となる。右手のオクターヴも登場し、平行調の属調（嬰ト短調）に転調する。